# Districtul Machinga
Machinga este un district  în   statul Malawi. Reședința sa este orașul Machinga.